# Залізничненська сільська рада (Бахчисарайський район)
Залізни́чненська сільська́ ра́да — адміністративно-територіальна одиниця та орган місцевого самоврядування в Бахчисарайському районі Автономної Республіки Крим. Адміністративний центр — село Залізничне.

## Загальні відомості
- Населення ради: 3 480 осіб (станом на 2001 рік)

## Населені пункти
Сільській раді були підпорядковані населені пункти:
- с. Залізничне
- с. Білокам'яне
- с. Дачне
- с. Мостове
- с. Річне
- с-ще Сирень
- с. Тургенєвка

## Склад ради
Рада складалася з 20 депутатів та голови.
- Голова ради: Каплунов Анатолій Миколайович

### Керівний склад попередніх скликань
| Прізвище, ім'я, по батькові   | Основні відомості                                                                                  | Дата обрання | Дата звільнення |
| ----------------------------- | -------------------------------------------------------------------------------------------------- | ------------ | --------------- |
| Каплунов Анатолій Миколайович | Сільський голова, 1953 року народження, освіта середня загальна, член Комуністичної партії України | 26.03.2006   | 31.10.2010      |
| Каплунов Анатолій Миколайович | Сільський голова, 1953 року народження, освіта середня загальна, член Комуністичної партії України | 31.10.2010   |                 |

Примітка: таблиця складена за даними сайту Верховної Ради України

### Депутати
За результатами місцевих виборів 2010 року депутатами ради стали:

#### За суб'єктами висування
| Суб'єкт висування | Кількість обраних депутатів | %   |
| ----------------- | --------------------------- | --- |
| Самовисування     | 20                          | 100 |

#### За округами
| № округу | Прізвище, ім'я, по батькові    | Дата визнання обраним | Освіта             | Партійна приналежність | Відомості про обраного депутата          |
| -------- | ------------------------------ | --------------------- | ------------------ | ---------------------- | ---------------------------------------- |
| 1        | Ірікова Жанна Георгіївна       | 03.11.2010            | середня спеціальна | позапартійна           | бібліотека, бібліотекарь                 |
| 2        | Бондарев Володимир Вітальович  | 03.11.2010            | середня спеціальна | позапартійний          | тимчасово не працює                      |
| 3        | Умеров Мирабадін Ситяг'яевич   | 03.11.2010            | вища               | позапартійний          | тимчасово не працює                      |
| 4        | Лебедєв Євгеній Олексійович    | 03.11.2010            | середня спеціальна | член Партії регіонів   | ПП «ЖКХ»                                 |
| 5        | Темиркаяєв Мустафа Едемович    | 03.11.2010            | середня спеціальна | позапартійний          | тимчасово не працює                      |
| 6        | Фоголь Анатолій Петрович       | 03.11.2010            | вища               | позапартійний          | МХВХ, механік                            |
| 7        | Лагутіна Олена Вікторівна      | 03.11.2010            | вища               | позапартійна           | УТСЗН                                    |
| 8        | Мірхаликова Ленура Енверівна   | 03.11.2010            | вища               | позапартійна           | пакувальник                              |
| 9        | Сейтбелялова Айше Ганіївна     | 03.11.2010            | середня спеціальна | позапартійна           | тимчасово не працює                      |
| 10       | Сафетова Зібіде Аблязівна      | 03.11.2010            | середня спеціальна | позапартійна           | ЦРЛ, медсестра                           |
| 11       | Кулагін Олександр Сергійович   | 03.11.2010            | середня спеціальна | позапартійний          | торговий дім «Мегаполіс», торговий агент |
| 12       | Булавка Альона Петрівна        | 03.11.2010            | вища               | позапартійна           | державна нотаріальна контора, юрист      |
| 13       | Рамазанов Якуб Ібрагімов       | 03.11.2010            | вища               | позапартійний          | «Строитель», «Еда», «Бізнес», бухгалтер  |
| 14       | Колкунова Ірина Олександрівна  | 03.11.2010            | середня            | позапартійна           | приватний підприємець                    |
| 15       | Ізмаілов Сабіт Садикович       | 03.11.2010            | середня            | позапартійний          | тимчасово не працює                      |
| 16       | Лебедєва Тамара Францівна      | 03.11.2010            | середня спеціальна | позапартійна           | сільська рада, секретар                  |
| 17       | Юр'єв Георгій Вікторович       | 03.11.2010            | середня спеціальна | позапартійний          | тимчасово не працює                      |
| 18       | Сулейманова Зарема Серверовна  | 03.11.2010            | середня            | позапартійна           | ПП «Велилулаев», реалізатор              |
| 19       | Сейтаблаєва Діляра Наріманівна | 03.11.2010            | вища               | позапартійна           | сільська рада, бухгалтер                 |
| 20       | Назлимов Ібріш Аметович        | 03.11.2010            | середня спеціальна | позапартійний          | пенсіонер                                |